# Heinz von Holleben
Heinz Ludwig von Holleben (* 14. Februar 1901 in Kiel; † 2. Januar 1997 in Gräfelfing) war ein deutscher Oberst der Luftwaffe.

## Leben
Heinz von Holleben war ein Sohn des späteren Vizeadmirals der Kaiserlichen Marine Franz von Holleben und Klara, geb. von Motz (* 1876).
Heinz von Holleben trat im April 1918 als Seekadett in die Kaiserliche Marine ein. Bis September 1918 war er zur Ausbildung an der Marineschule und auf der Freya. Anschließend kam er bis Kriegsende auf die Hindenburg.
Nach dem Krieg wurde er in die Reichsmarine übernommen und am 30. Juli 1920 Fähnrich zur See. Am 1. April 1922 folgte seine Beförderung zum Leutnant zur See.
1926 wurde er von der Reichsmarine als erster Schüler an die getarnte Verkehrsfliegerschule kommandiert. Hier wurde er inoffiziell und in Zivil zum Flugzeugführer ausgebildet. Zugleich erhielt er zehn Seeoffizieranwärter der Crew 1926 zugewiesen, die er vormilitärisch mit Blick auf eine bevorstehende Ausbildung an der Verkehrsfliegerschule ausbilden sollte. Ab 1928 war er für zwei Jahre Mitglied der von der Reichsmarine in Warnemünde aufgestellten, illegalen Einheit mit dem Deckname Funk-Versuchs-Kommando (FVK). Von Holleben gehörte zu den acht Seeoffizieren, die sich freiwillig gemeldet hatten. Hierfür wurden sie offiziell aus der Rangliste der Reichsmarine entfernt.
Ab November 1930 war er als Oberleutnant zur See (Beförderung am 1. April 1925) Kommandant des Torpedobootes T 190.
Später wurde er in die Luftwaffe überführt und war als Major (Beförderung am 1. Mai 1936) Kommandeur der Fliegergruppe (See) in Neu-Kladow.
Als Oberstleutnant (Beförderung am 6. September 1939) war er erst Kommandeur der Küstenfliegergruppe 306 (Dievenow) und dann kurz im Oktober/November 1939 Kommandeur der Küstenfliegergruppe 406 (List). Er wurde Kommandeur der Flieger-Waffenschule (See) in Lobbe, welche am 8. November 1939 in die Flieger-Waffenschule (See) 3 in Dievenow überführt wurde. Hier war er bis zur Auflösung Anfang April 1940 Kommandeur. Er übernahm bis zur Auflösung Ende 1940 die Flieger-Waffenschule (See) 2 in Bug auf Rügen. Vom 15. Oktober 1940 bis 21. August 1941 war er Kommandeur der Bombenschützenschule Bug, welche aus der Flieger-Waffenschule (See) 2 hervorgegangen war. Am 1. April 1941 wurde er zum Oberst befördert. Mit der Aufstellung Ende November 1941 wurde er Kommodore des Kampfgeschwaders 100. Am 22. April 1943 gab er das Kommando ab, da er am 10. November 1942 einen Flugzeugunfall hatte und dabei verletzt wurde. Mitte November 1942 war er beim Abheben seiner He 111 H-6 auf Sizilien verunglückt.
Am 1. Februar 1943 wurde er für die Führung des Kampfgeschwaders 100 mit dem Deutschen Kreuz in Gold ausgezeichnet.
Zum 22. April 1943 wurde er zur Frontflieger-Sammelgruppe kommandiert und war ab Februar 1944 Sonderbevollmächtigter der Luftflotte 3 in Vichy. Von Mitte Oktober 1944 bis Mitte März 1945 war er im Stab des Luftwaffenkommandos Südost. Bis zur Auflösung am 23. April 1945 war er als Nachfolger von Generalmajor Kurt Boettge Kommandeur Koflug (Flughafen-Bereichskommando) 1/I.
Am 20. Mai 1934 heiratete er in Berlin Erika Necker (* 1909).